# Nacht ist der Tag
Nacht ist der Tag ist ein Roman von Peter Stamm, der 2013 im S. Fischer Verlag erschienen ist, eine grazile Variation über ein bitteres Thema, bei dem es um das Realisieren neuer Pläne geht, mitten in der Wohlstandsmelancholie: Sind wir fähig dazu, alles auf den Kopf zu stellen?

## Handlung
Gillian und Matthias sind verheiratet. Bei Matthias stellt sich Eifersucht ein, weil Gillian Termine bei dem Künstler Hubert wahrnimmt, der sie malt und nackt fotografiert, und die Beziehung kommt ins Schwanken. Kurz darauf stirbt Matthias bei einem Autounfall und Gillian wird aufgrund schwerer Verletzungen ihrem Beruf als Fernsehmoderatorin nicht mehr nachgehen können. Sie wechselt den Wohnort. Einige Jahre später findet Gillian die Gelegenheit, Hubert als Künstler in ihre Nähe zu holen und es ergibt sich eine Affäre mit ihm, nach deren sexuellen Anteilen sie sich gesehnt hat. Auch seinen Sohn Lukas mag sie gern um sich haben. Dann verschwindet Hubert in Richtung seiner ehemaligen Gattin, mit deren Trennungsgrund sich nun selbst eine Trennung ergeben zu haben scheint. Gillian schaut sich nach neuen Möglichkeiten um.

## Interpretationsansätze
Die Begebenheiten und Charaktere sind nicht spektakulär und dennoch lässt das Buch einem keine Ruhe, bis man es zu Ende gelesen hat. Denn Stamm leugne nicht, dass unsere inneren Ausnahmezustände, die er ohne Überheblichkeit beschreibt, gewöhnlich sind. In Gillians Leben ist durch den Unfall ihr Gesicht monatelang im Ausnahmezustand und mehrmals unter den Händen eines Chirurgen. Die anderen äußeren Ausnahmezustände reflektiert Gillian als Dinge, die sie verloren hat, an ein anderes Leben, so scheint es ihr: Ihren schönen Fernseh-Job, das Freisein von Geldsorgen, ihren Ehemann Matthias. „Es ist alles noch da, nur ich bin weg, sagt Gillian. Sie ist die Frau, die ihr Gesicht verlieren muss, um sich selber zu finden“, meint Salli Sallmann in ihrer Rezension für Kulturradio rbb.

## Aufbau

Proportion der drei Teile nach Seitenzahl

Das Werk besteht aus drei Teilen. Der erste macht die Hälfte des Umfangs aus und trägt das Motto „Nacht ist der Tag, der mir dein Bild entzieht / Und Tag die Nacht, die sich im Traume sieht“ von William Shakespeare. Dem zweiten Teil ist ein Motto von Alberto Giacometti vorangestellt: „Nie wird es mir gelingen, in ein Portrait die ganze Kraft zu legen, die in einem Kopf ist. Allein die Tatsache zu leben erfordert schon einen solchen Willen und eine solche Energie...“ Der dritte Teil trägt ein Motto von Ernst Bloch: „Der letzte Wille ist der, wahrhaft gegenwärtig zu sein. So daß der gelebte Augenblick uns und wir ihm gehören.“

## Ausgaben
- Nacht ist der Tag. Roman. S. Fischer, Frankfurt am Main 2013 ISBN 978-3-10-075134-8; TB ISBN 978-3-596-18990-8
- Hörbuch: Nacht ist der Tag. Sprecher: Christian Brückner. 4 CDs. Parlando, Berlin 2013 ISBN 978-3-941004-48-1

## Rezensionen (Auswahl)
- Adam Soboczynski, Roman Nacht ist der Tag. Leben ohne Freigang, zeit.de, 26. Oktober 2013
- Felicitas von Lovenberg, Peter Stamm: Nacht ist der Tag. Es ist alles noch da, nur ich bin weg, faz.net, 19. Juli 2013
- Sebastian Hammelehle, Geschichte eines Neubeginns: Die Balance beim Akt, spiegel.de, 28. August 2013
- Salli Sallmann, Buch. Peter Stamm: "Nacht ist der Tag", kulturradio.de, 7. November 2013
- Nacht ist der Tag, freitag.de, Buch der Woche 25. Juli 2013: Leseprobe, Biografie, Rezensionen aus dem Netz und Videos (Interviews)